# Зофювка (Келецький повіт)
Зофювка (пол. Zofiówka) — село в Польщі, у гміні Беліни Келецького повіту Свентокшиського воєводства.
У 1975-1998 роках село належало до Келецького воєводства.